# Åbo stadsmuseum
Åbo stadsmuseum är ett museum i Åbo som grundades 1881 som Åbo stads historiska museum och fick sitt nuvarande namn 100 år senare. Museet gick under namnet Åbo landskapsmuseum fram till 2009. Landskapsmuseet sammanslogs med WAM Åbo stads konstmuseum, och verkade mellan åren 2010 och 2025 under namnet Åbo museicentral.
Verksamheten inleddes i två hyrda rum på Åbo slott, men redan vid tiden för första världskriget disponerade museet över mera än 60 rum i slottet, där den permanenta utställningen illustrerade inredningsstilarna mellan 1650 och 1900. På 1970-talet fick museet utökade resurser och verksamheten utvecklades från traditionella basutställningar till att omfatta också olika aktiviteter i och utanför museet, som vid denna tid började arbeta med lokalmuseernas centralkatalogisering och till dem riktad rådgivning. 

Museet blev landskapsmuseum 1981, vilket garanterade statsbidrag och från början av 1990-talet lagstadgad statsandel. För närvarande är Åbo stadsmuseum museum med regionalt ansvar för Egentliga Finland.

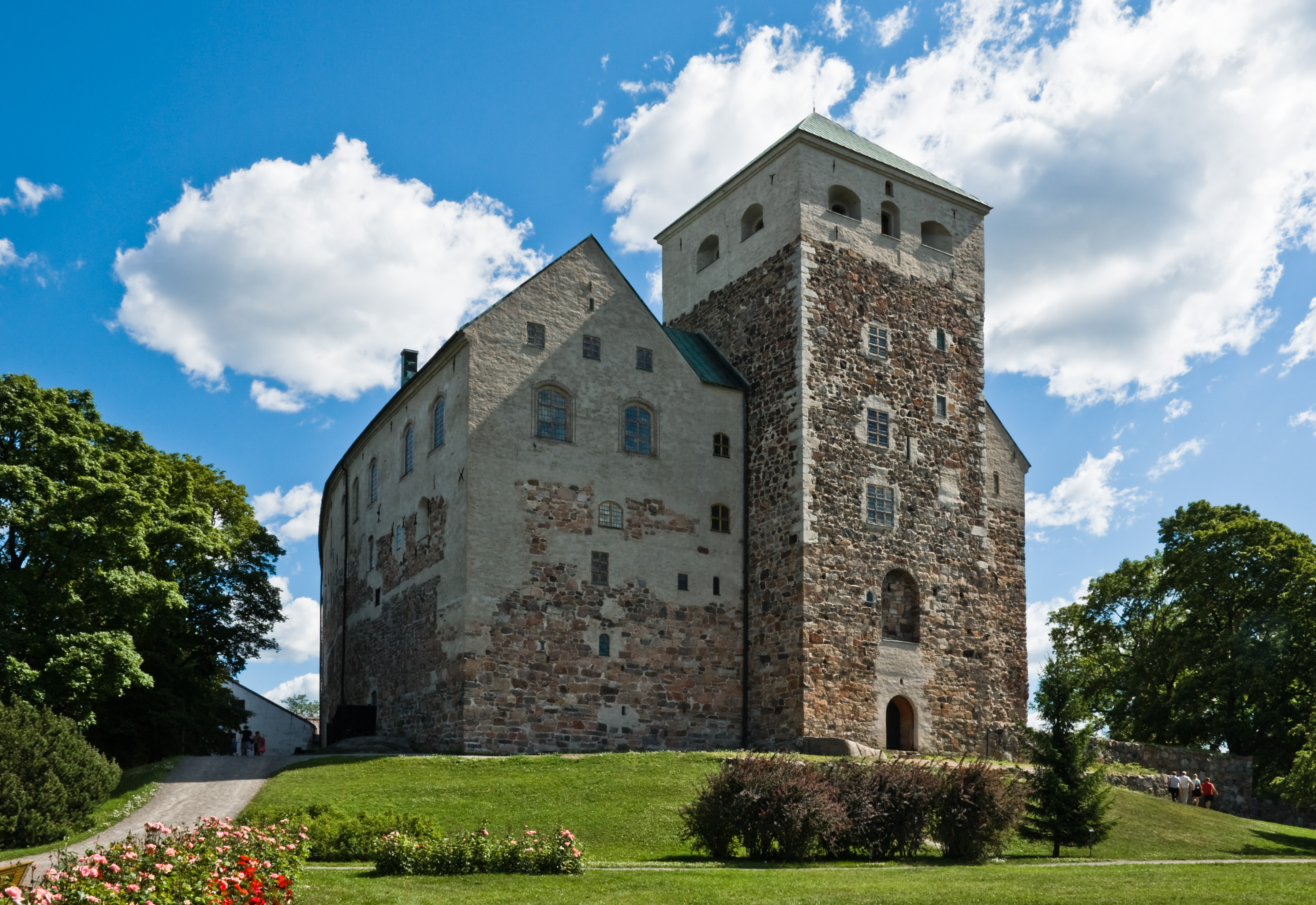
Åbo slott ligger vid Aura ås mynning.

Åbo stadsmuseum erbjuder en mångsidig service när det gäller att vårda kulturarvet i Egentliga Finland. Museet har både arkeologisk och byggnadshistorisk expertis och tar aktivt del i frågor som berör markanvändning, byggnadsskydd och iståndsättandet av kulturmiljön och byggnadsarvet. Forskning och dokumentering bildar grunden för museets verksamhet. Den kunskap som museet producerar görs på olika sätt tillgänglig för allmänheten.
Åbo stadsmuseum ansvarar för utställnings- och programverksamheten i de museer som ägs eller drivs av Åbo stad. Dessa är Åbo slott, Åbo biologiska museum (grundat 1907), Klosterbackens museikvarter (grundat 1940),  Apoteksmuseet och gården Qwensel (grundad 1958) samt lantgårdsmuseet Kurala bybacke (grundat 1988). Museet ger ut årsboken Aboa samt andra publikationer i vilka museets forskningsrön och olika enheter presenteras.

## Bilder på museets olika enheter

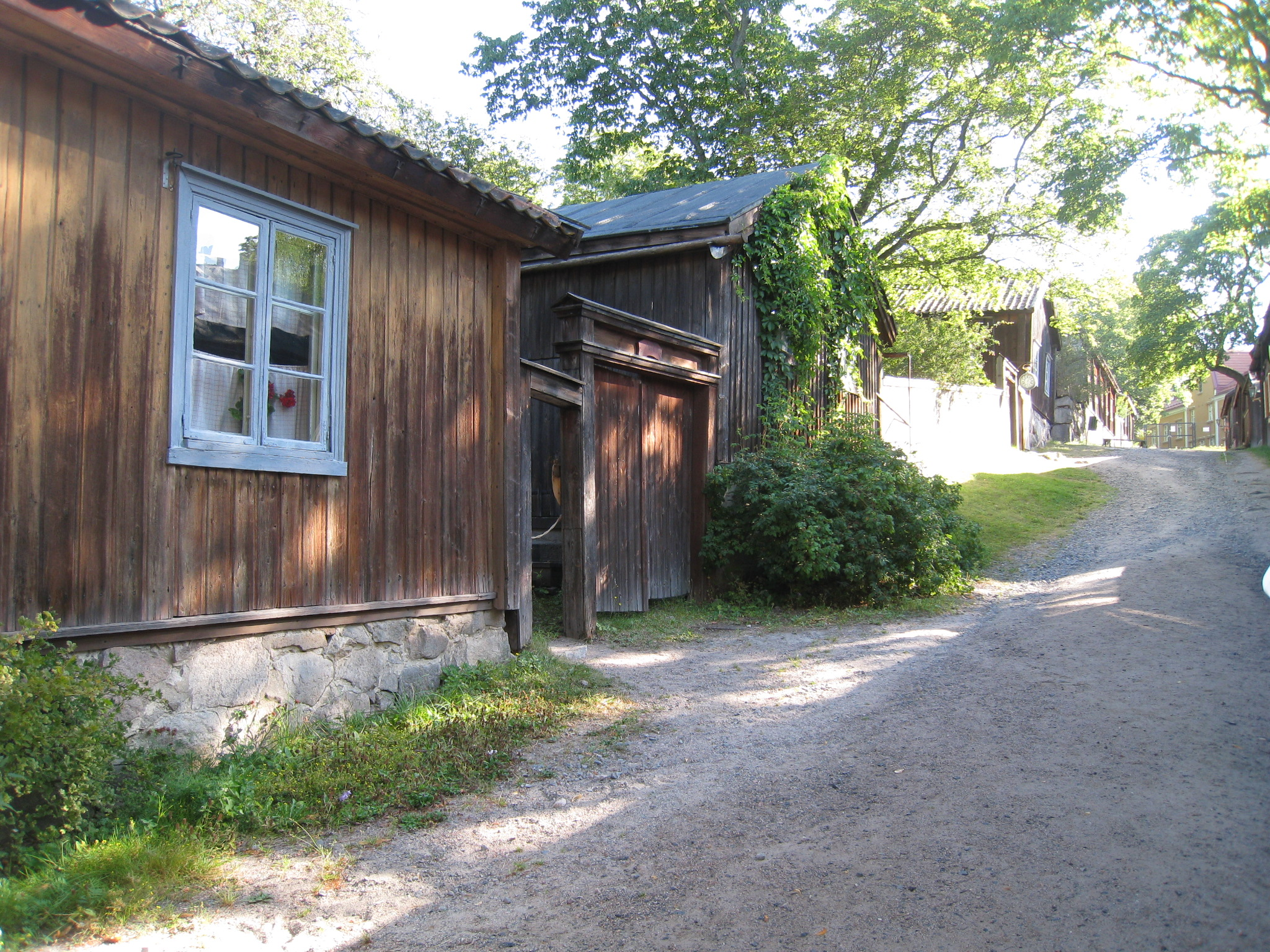
Klosterbackens museikvarter grundades 1940.
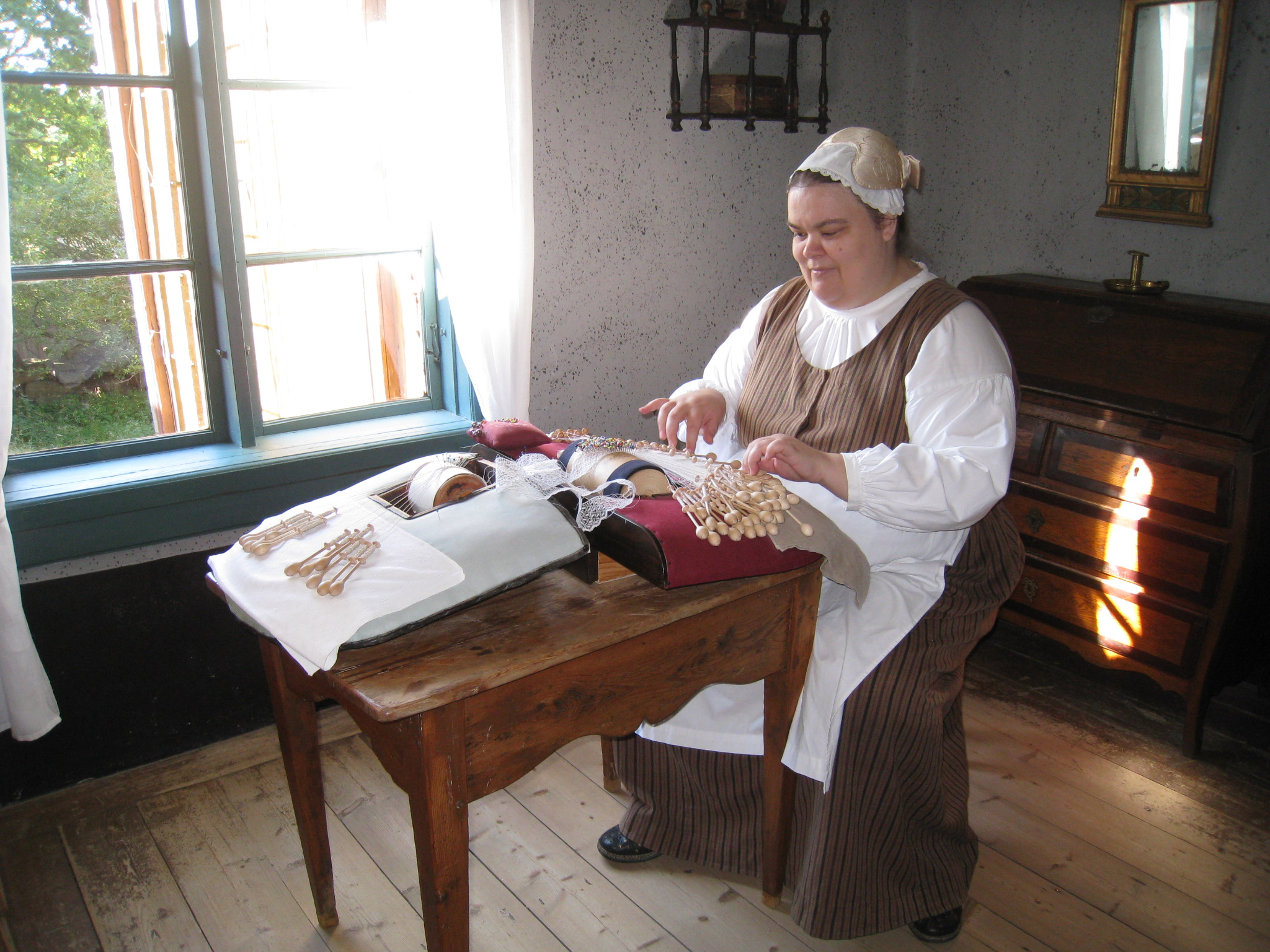
Klosterbackens hantverksmuseum, interiör, kvinna som knypplar.
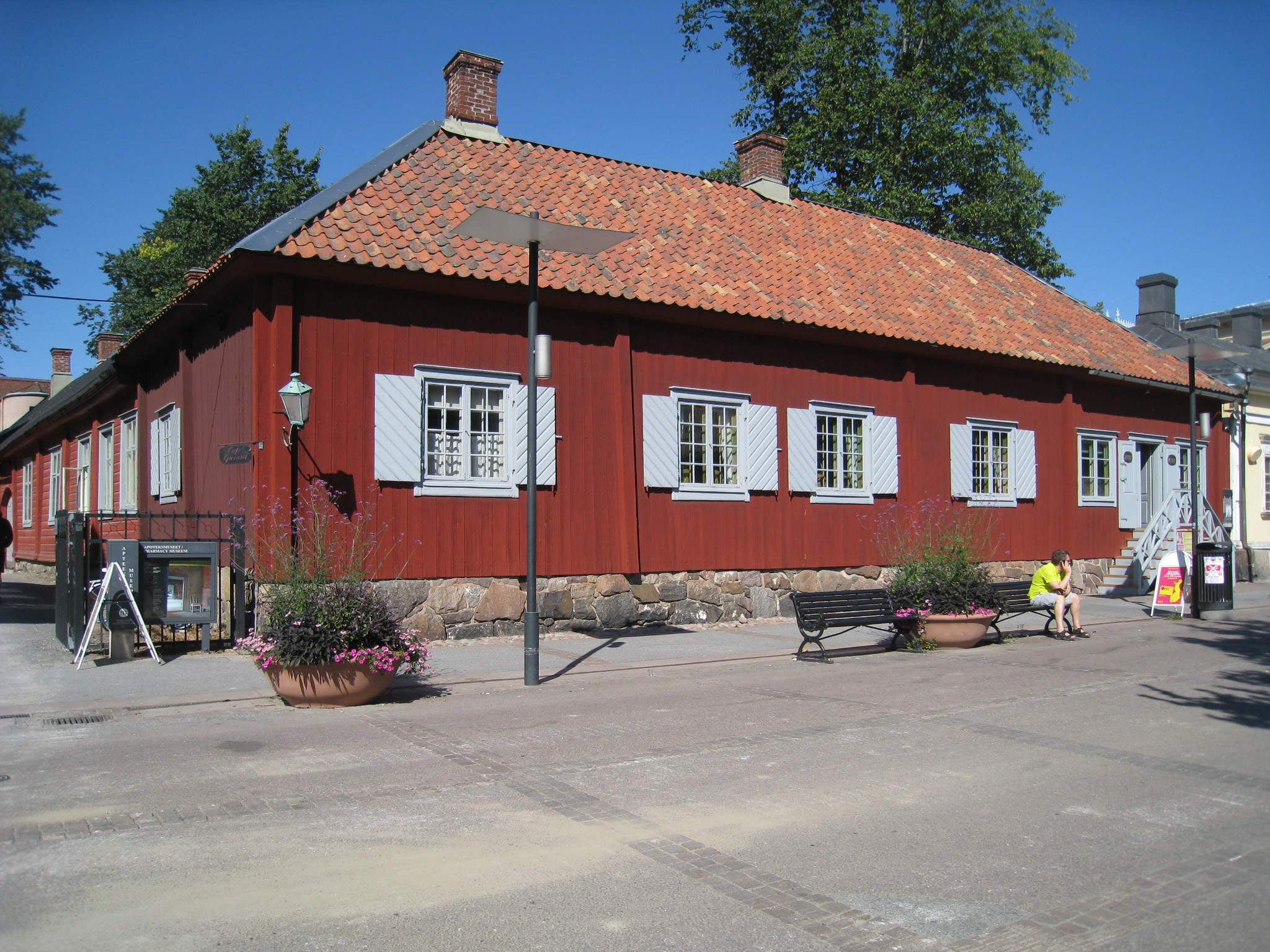
Apoteksmuseet och Qwenselska huset på Västra Strandgatan.
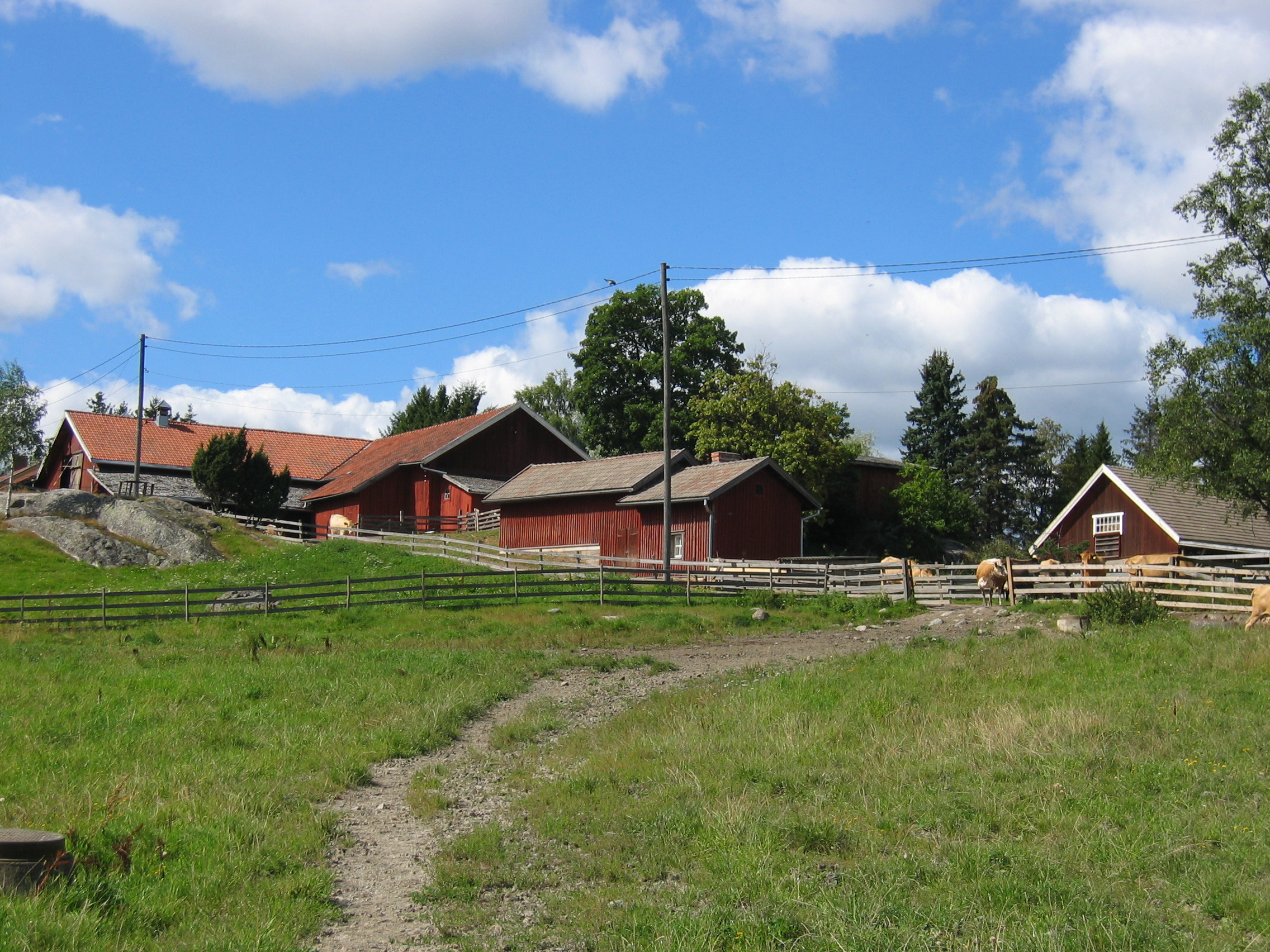
Kurala bybacke är en by i Aura ådal, söder om ån, i Åbo. Här finns ett friluftsmuseum i Åbo stadsmuseums regi.